# La Fosse-Corduan
La Fosse-Corduan ist eine französische Gemeinde mit 213 Einwohnern (Stand 1. Januar 2022) im Département Aube in der Region Grand Est (vor 2016 Champagne-Ardenne); sie gehört zum Arrondissement Nogent-sur-Seine und zum Kanton Saint-Lyé.

## Geographie
La Fosse-Corduan liegt etwa 29 Kilometer nordwestlich von Troyes. Umgeben wird La Fosse-Corduan von den Nachbargemeinden Saint-Loup-de-Buffigny im Westen und Norden, Saint-Martin-de-Bossenay im Norden und Osten sowie Rigny-la-Nonneuse im Süden. 

## Bevölkerungsentwicklung
| Jahr                       | 1962 | 1968 | 1975 | 1982 | 1990 | 1999 | 2006 | 2011 | 2019 |
| Einwohner                  | 169  | 164  | 149  | 186  | 170  | 189  | 212  | 213  | 215  |
| Quellen: Cassini und INSEE |      |      |      |      |      |      |      |      |      |

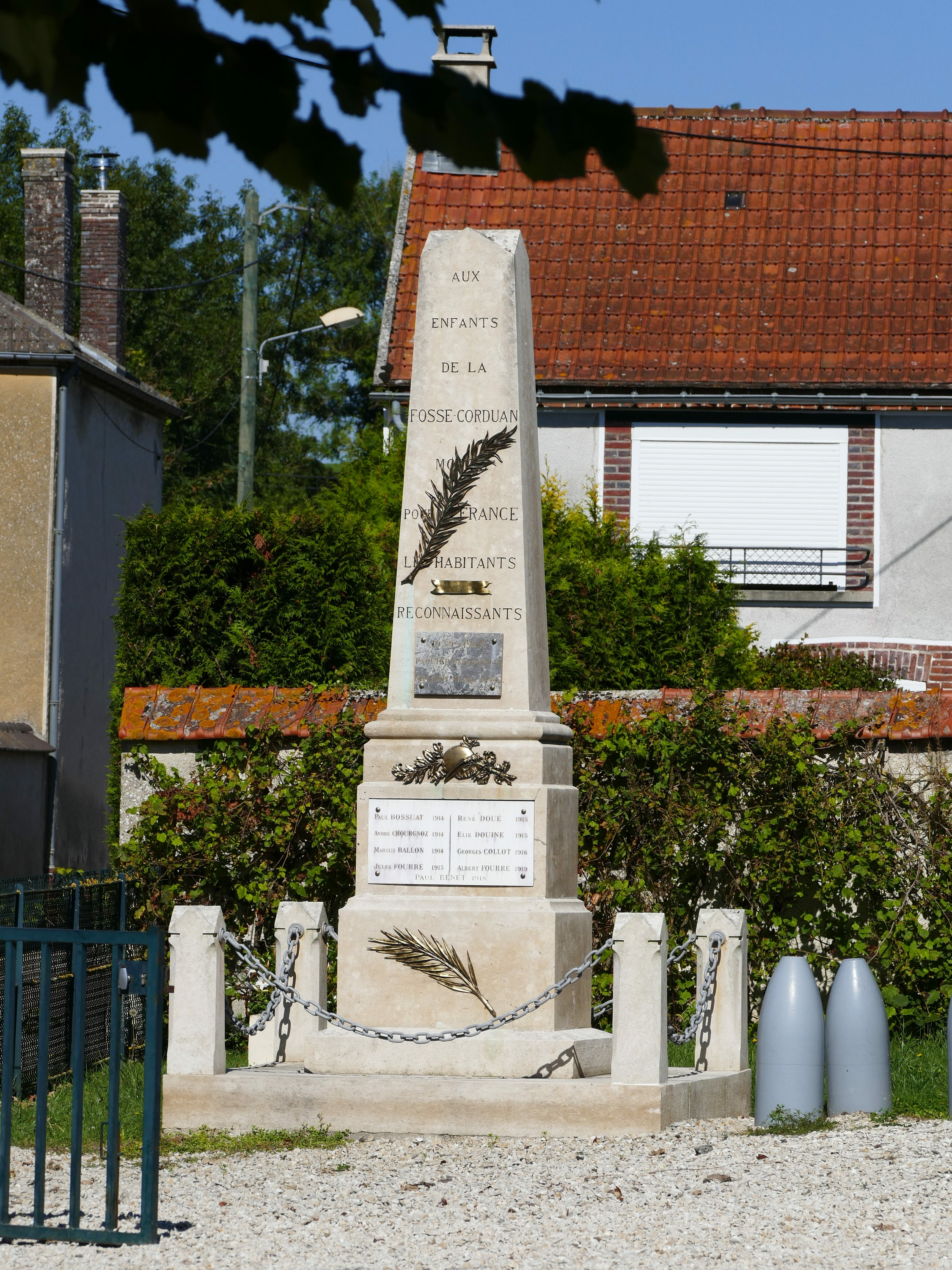
Gefallenendenkmal
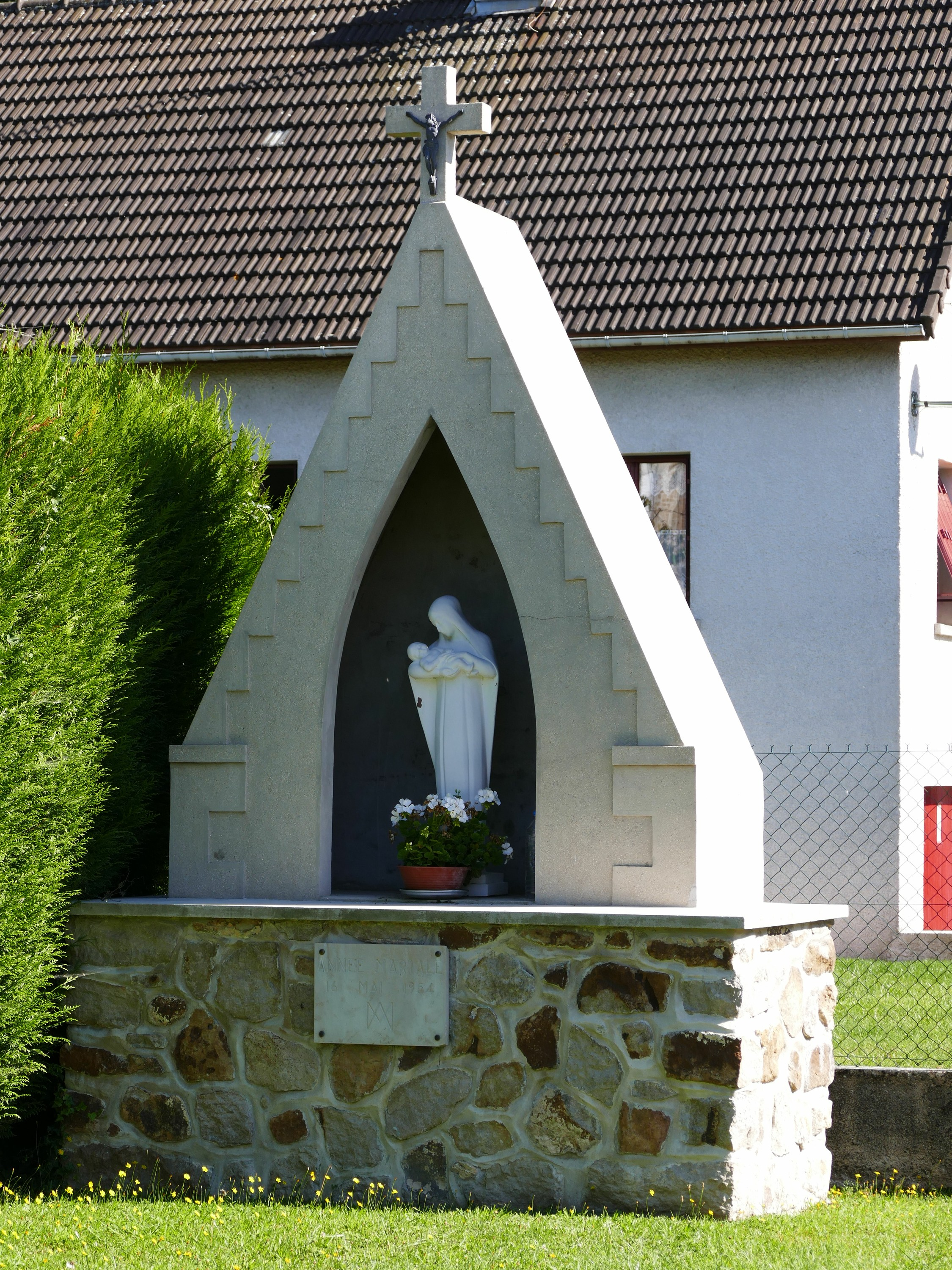
Marienstatue